# БРМ-3К
БРМ-3К «Рысь» (объект 501) (Боевая разведывательная машина-3) — бронированная самоходная машина на гусеничном ходу, предназначенная для разведки на поле боя и артиллерийской разведки в составе подразделений сухопутных войск и отрядов морского десанта, в любых условиях: днём, ночью в дождь, снег, туман, при искусственных помехах, таких, как дымовая завеса, световые помехи.
Разработана КБ «Рубцовского машиностроительного завода». Принята на вооружение РФ в 1995 году. БРМ-3К создана на базе узлов, корпуса и  ходовой части БМП-3.Специально разработанное для БРМ-ЗК шасси получило наименование «объект 501».
Впервые БРМ-3К была представлена широкой публике в 1999 году на Международной выставке высокотехнологичной техники и вооружения "ВТТВ-Омск-99". 
Экипаж машины состоит из 6 человек: командир группы разведки, командир машины, стрелок, механик-водитель, штурман-оператор, а также оператор телеграфной и радиосвязи.
Машина оборудована современным вооружением, современной радиолокационной станцией, тепловизионным прибором наблюдения, лазерным дальномером, ночным активно-импульсным и перископическими дневными приборами наблюдения, аппаратурой навигации и ориентирования, электронным вычислителем обработки информации, средствами связи и передачи данных. Имеется аппаратура выносного наблюдательного пункта на удалении от 0,5 до 6 км от машины.

## Задачи БРМ-3К «Рысь»
- Наблюдение за местностью, поиск и обнаружение целей.
- Определение координат цели со средней погрешностью 20 метров.
- Круглосуточная передача информации на расстояниях до 100 км (во время движения) и до 350 км (на остановках).
- Десантирование с самолета на 500 и 1500 метров (строго без экипажа).
- Ведение огня по целям наземного и воздушного характера в любое время суток, как с места так и в движении.

## Вооружение
- 30-мм пушка 2А72 — 600 снарядов
- 7,62-мм пулемет ПКТ — 2000 патронов
- ПТУР — 4 ракеты

Имеет средства защиты от оружия массового поражения.